# Messei
Messei ist eine französische Gemeinde mit 1.819 Einwohnern (Stand: 1. Januar 2022) im Département Orne in der Region Normandie. Sie gehört zum Arrondissement Argentan und zum Kanton La Ferté-Macé. Die Einwohner werden Messéens genannt.

## Geografie
Die Gemeinde Messei liegt an der Varenne, die die Gemeinde im Süden begrenzt, fünf Kilometer südsüdöstlich der Innenstadt von Flers. Umgeben wird Messei von den Nachbargemeinden La Selle-la-Forge im Norden, Landigou im Nordosten, Échalou im Nordosten und Osten, Saint-André-de-Messei im Südosten und Süden, Le Châtellier im Südwesten, La Chapelle-au-Moine im Westen sowie Flers im Nordwesten.

## Bevölkerungsentwicklung
| Jahr                       | 1962 | 1968 | 1975 | 1982 | 1990 | 1999 | 2006 | 2014 | 2021 |
| -------------------------- | ---- | ---- | ---- | ---- | ---- | ---- | ---- | ---- | ---- |
| Einwohner                  | 1047 | 1118 | 1505 | 2017 | 1964 | 1938 | 1947 | 1937 | 1831 |
| Quellen: Cassini und INSEE |      |      |      |      |      |      |      |      |      |

## Sehenswürdigkeiten
- neoromanische Kirche Saint-Gervais-et-Saint-Protais, Ende des 19. Jahrhunderts errichtet
- Burgruine Messei aus dem 11. Jahrhundert, Monument historique
- Schloss des Émile de Marcère, um 1870 erbaut
- Wasserturm

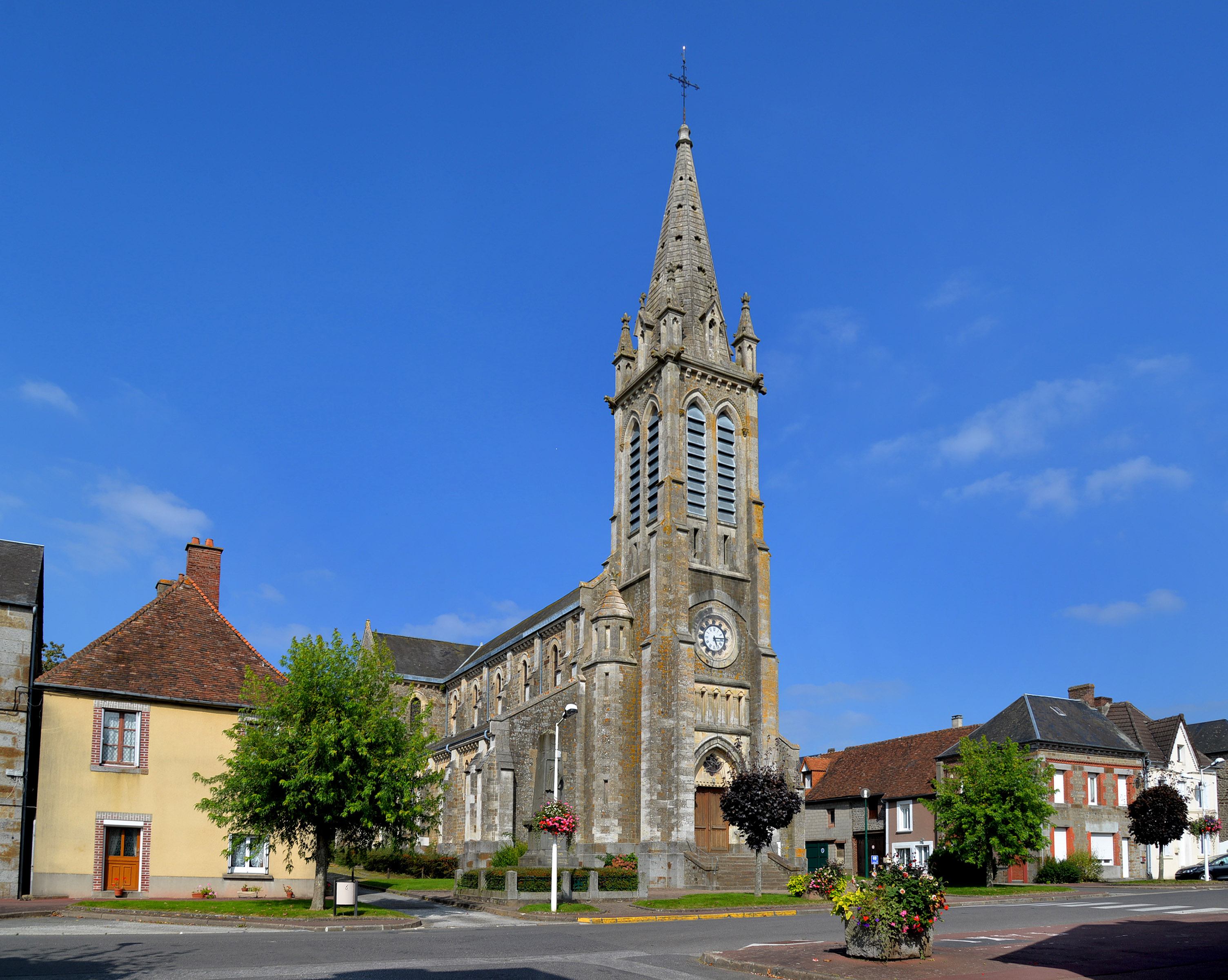
Kirche Saint-Gervais-et-Saint-Protais
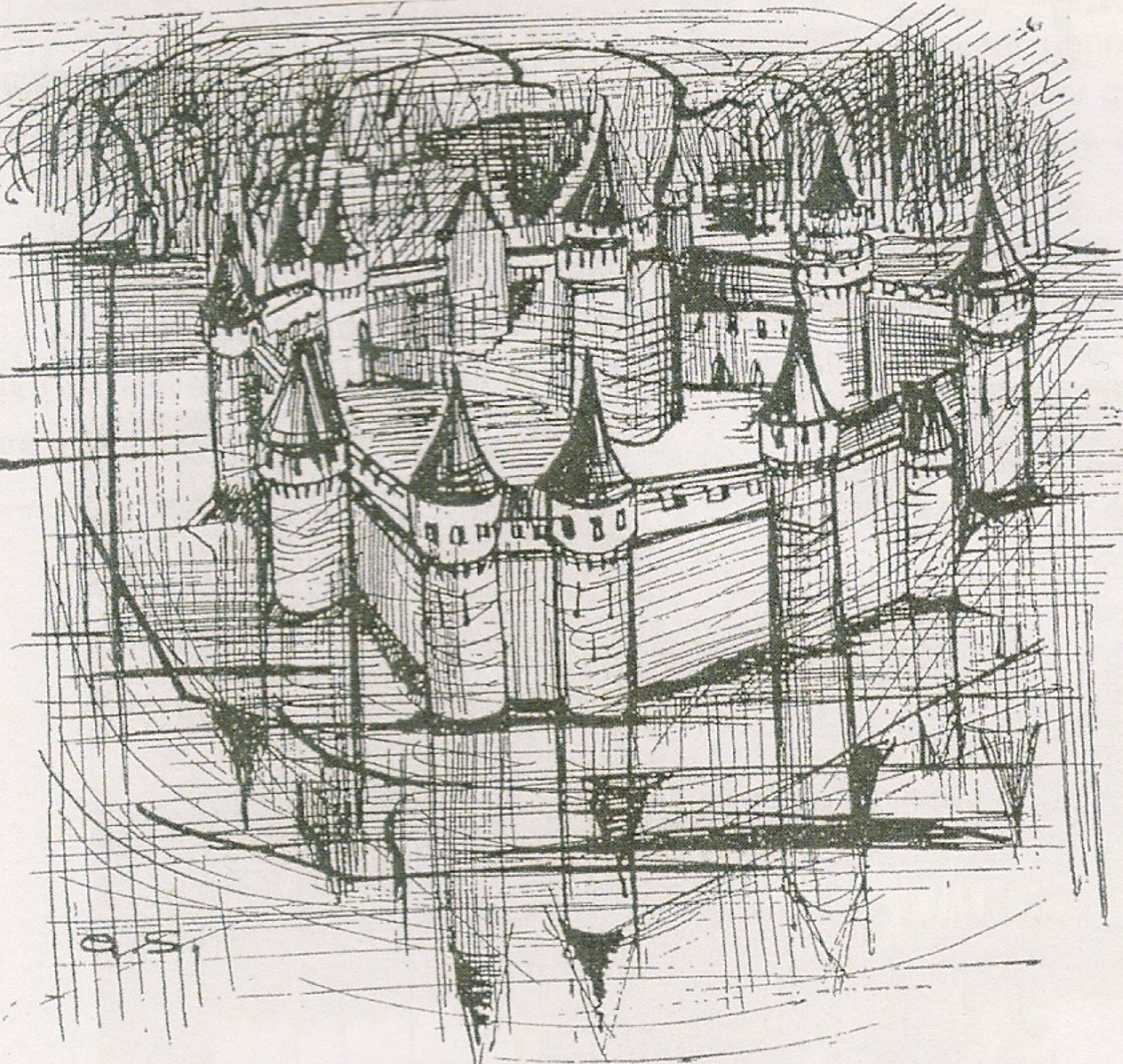
Burg Messei, Zeichnung
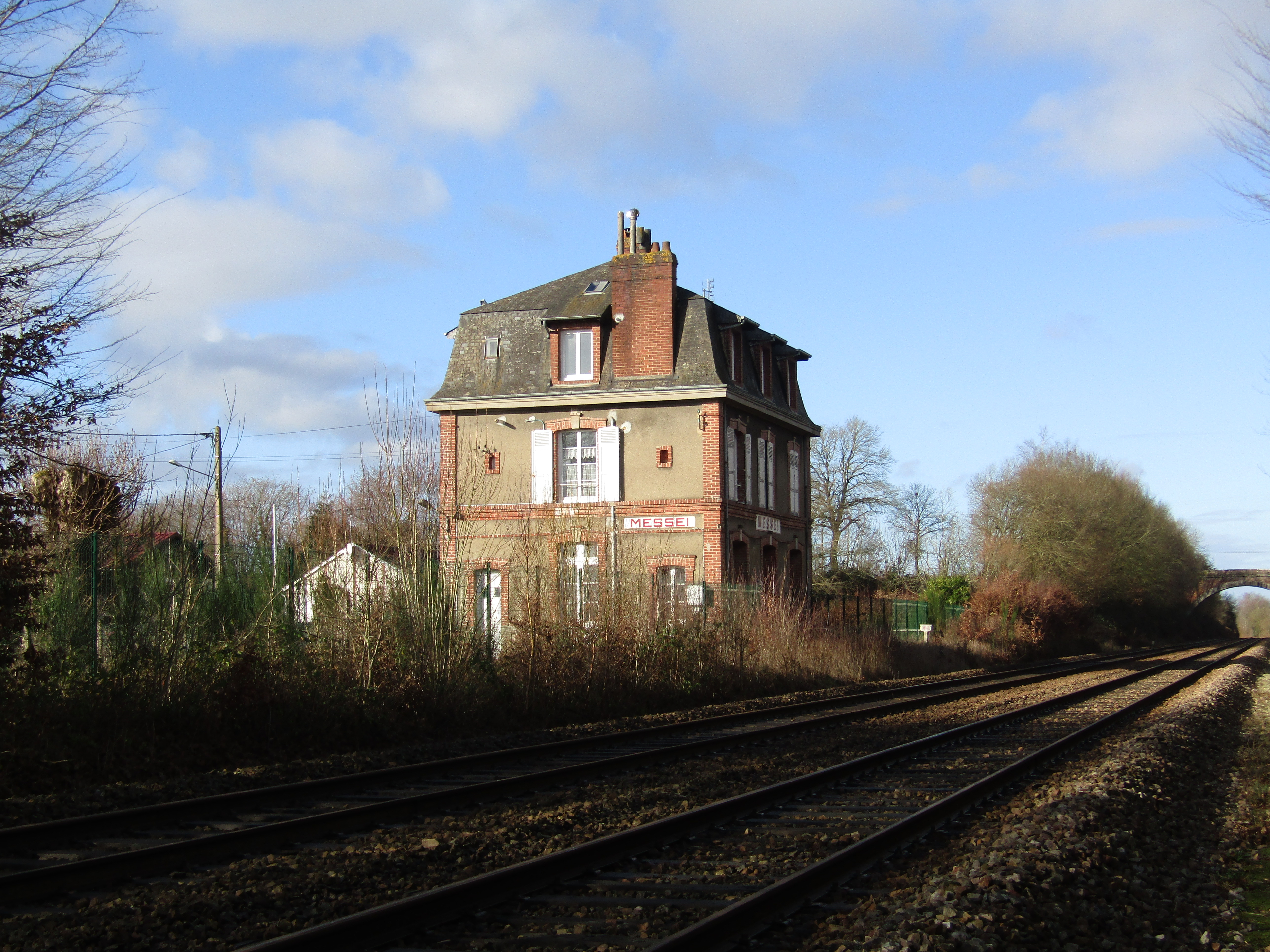
Ehemaliger Bahnhof

## Persönlichkeiten
- Foulques du Merle (um 1239–1314), Marschall Frankreichs, Baron von Messei
- Gilles de Souvré (1540–1626), Marschall Frankreichs, Baron von Messei
- Émile de Marcère (1828–1918), Innenminister Frankreichs (1876, 1877–1879), Bürgermeister von Messei (1892–1912)
- Gérard Burel (1935–2012), Politiker, Bürgermeister von Messei (1978–2001)